# Winstar Communications
Winstar Communications était un opérateur américain fondé en 1993 et spécialisé dans les services de télécommunications à longue distance pour les entreprises.

## Histoire
Un an seulement après sa création en 1993, Winstar Communications annonce qu’il entre en Bourse sur le Nasdaq américain. Le chiffre d’affaires du groupe passe de 3 millions de dollars en 1995 à 445 millions de dollars en 1999. L’un des équipementiers télécom américains, Lucent lui offre des facilités de crédit pour se développer.
Le PDG Douglas Mazlicht annonce en 2000, que le réseau de l’entreprise dessert 150 000 sociétés dans 5 400 bâtiments aux États-Unis, en recourant en particulier à la boucle locale radio. Mais le marché des télécommunications aux entreprises s’avère très vite encombré par une concurrence très forte, qui fait chuter les prix de vente.
En avril 2001, Winstar Communications annonce qu’il se place sous la protection de la loi américaine sur les faillites, qu’il va licencier le tiers de ses 6000 salariés et geler le déploiement de son réseau de téléphone. Les dépenses d'investissement pour 2001 doivent selon lui chuter à 200 millions de dollars contre des prévisions initiales de 700 millions de dollars. Le 24 janvier 2002 la société est placée en liquidation judiciaire